# Helix aspersa
Helix aspersa, conhecida pelo nome comum caracoleta, ou caracoleta-de-jardim, é a espécie de caracol terrestre mais comum e conhecida. É um molusco gastrópode pulmonado pertencente à família Helicidae.

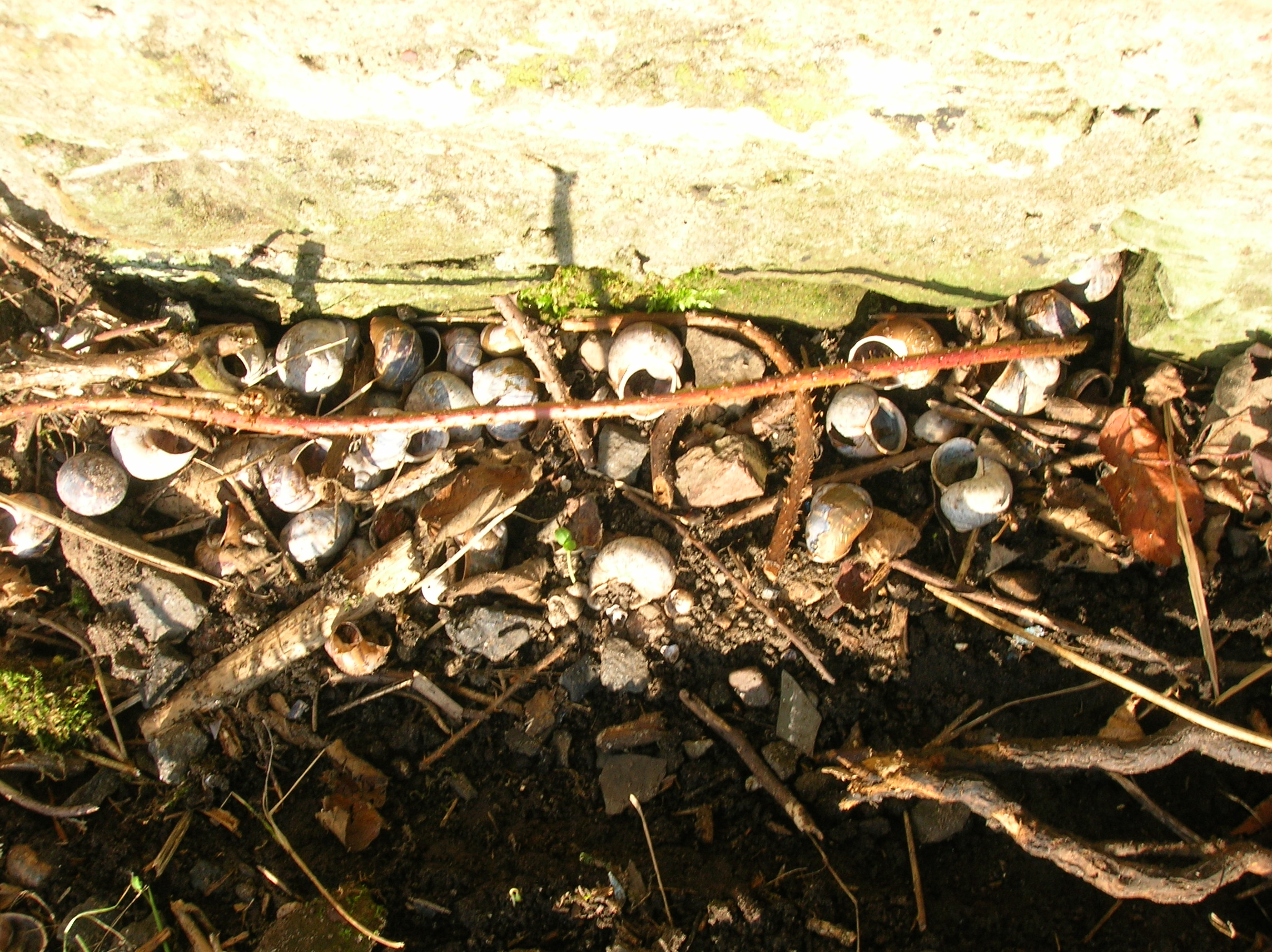
H. aspersa shell cemetery. Individuals failing to overwinter in Scotland.